# Death of a Nation: The Timor Conspiracy

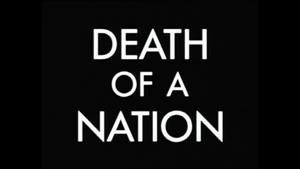
Titelbild der Fernsehserie

Death of a Nation: The Timor Conspiracy ist ein britischer Dokumentarfilm aus dem Jahr 1994.

## Inhalt und Mitwirkende
Der Film wurde für das britische Central Independent Television von David Munro produziert. Der Journalist John Pilger prangert den indonesischen Massenmord in Osttimor („Genozid“) mit mindestens 200.000 Toten während der Besatzungszeit (1975–1999) an und vergleicht dabei die Situation im Golfkrieg (1990/1991). In der 1999 veröffentlichten aktualisierten Fassung beschuldigt Pilger Australien, die Vereinigten Staaten und Großbritannien der Mittäterschaft an den Verbrechen.
Munro und Pilger konnten für die Dreharbeiten auch nach Osttimor gelangen. Sie zeigen heimlich gedrehte Aufnahmen von der Landschaft, Internierungslagern und den Guerillakämpfern der FALINTIL. In Interviews kommen Osttimoresen im Exil sowie australische, britische und indonesische Diplomaten und Politiker zu Wort. Auch Aufnahmen des Santa-Cruz-Massakers werden gezeigt.
Die Musik steuerte der spätere osttimoresische Minister Ágio Pereira bei.

## Hintergrund
Die politische Unterstützung Indonesiens durch Australien und die Vereinigten Staaten ist allgemein belegt. Beide Staaten gaben Indonesiens Präsident Suharto Grünes Licht für den Einmarsch. Australien profitierte mit dem Timor Gap Treaty direkt durch eine für sich günstige Grenzziehung in der Timorsee, die die Ausbeutung der Rohstoffe dort erleichtern sollte.
Waffenlieferungen der Amerikaner und Briten wurden bei der Bekämpfung des osttimoresischen Widerstands eingesetzt, so amerikanische und britische Flugzeuge.
Die angebliche Zwangssterilisation und -verhütungsmaßnahmen, die im Film den Indonesiern vorgeworfen werden, konnten später von der Empfangs-, Wahrheits- und Versöhnungskommission von Osttimor nicht nachgewiesen werden.

## Akteure
- Alan Clark, ehemaliger britischer Verteidigungsminister
- James Dunn, ehemaliger australische Konsul in Osttimor
- Gareth Evans, australischer Außenminister
- Abel Guterres, osttimoresischer Exilant
- José Ramos-Horta, Außenminister der osttimoresischen Exilregierung
- C. Philip Liechty, leitender CIA-Agent in Indonesien
- Nino Konis Santana, Kommandant des osttimoresischen, militärischen Widerstands
- Shirley Shackleton, Ehefrau des ermordeten australischen Reporters Greg Shackleton (siehe auch Balibo Five)
- Mário Soares, Präsident Portugal
- Sir Alan Thomas, führende Figur bei britischen Waffenexporten
- Nugroho Wisnumurti, ständiger Vertreter Indonesiens bei den Vereinten Nationen
- Richard Woolcott, ehemaliger australischer Botschafter in Indonesien

## Rezensionen
Philip Horne vom britischen The Telegraph zählt den Film zu seiner Liste „Zehn Dokumentarfilme, die die Welt erschütterten.“ Zwar sieht er Pilger auf einem politischen Kreuzzug, der sich weder um Balance noch Objektivität kümmert, attestiert ihm aber „wildes Durchhaltevermögen, wenn er untersucht, wie die Dinge in der globalisierten Welt funktionieren.“ Der Film zeige mit „eindringlichen Gespür“, zu was westliche Regierungen im Namen ihrer Bürger fähig sind.
Freedocumentaries.org stellt fest: „Aber niemand, der das Massaker auf dem Dili-Friedhof beobachtet, kann die geopolitischen Machenschaften entschuldigen, die zu diesem Völkermord geführt haben.“
Robert Hanks vom Independent sieht in der Dokumentation ein Schwarz-Weiß-Denken, bei dem Pilger Pilgers mit seiner „moralischen Gewissheiten eine willkommene Abwechslung von der modernen Politik“ biete. Der Film sei ein „kraftvolles Stück des Filmemachens“. Die neue Fassung sei aber auch ein „Eingeständnis des Scheiterns“, da Pilger ja bereits in der fünf Jahre alten ersten Fassung gezeigt habe, was für entsetzliche Verbrechen in Osttimor stattfinden. Infolgedessen habe man in Großbritannien eine Regierung bekommen, die sich zu einer ethischen Außenpolitik bekennt, aber weiterhin an diesem Verbrechen beteiligt ist, so dass sich Hanks fragt, wo die Macht des Fernsehens sei.

## Auszeichnungen
Autor John Pilger erhielt in Anerkennung für seine Berichterstattung über die indonesischen Gräueltaten in Osttimor und in besonderem für den Film am 5. Mai 2017 den Ordem de Timor-Leste.
David Munro erhielt 1994 den Amsterdam International Documentary Film Festival Zapper Award.